# Forest Acres (South Carolina)
Forest Acres ist eine Stadt (city) und Richland County des US-Bundesstaates South Carolina. Sie ist eine Vorstadt von Columbia. Das U.S. Census Bureau hat bei der Volkszählung 2020 eine Einwohnerzahl von 10.617 ermittelt.

## Demografie
Nach einer Schätzung von 2019 leben in Forest Acres 10.298 Menschen. Die Bevölkerung teilte sich im selben Jahr auf in 76,6 % Weiße, 17,8 % Afroamerikaner, 2,4 % Asiaten und 2,3 % mit zwei oder mehr Ethnizitäten. Hispanics oder Latinos aller Ethnien machten 1,7 % der Bevölkerung aus. Das mittlere Haushaltseinkommen lag bei 69.212 US-Dollar und die Armutsquote bei 9,2 %.